# Крива доза-ефект

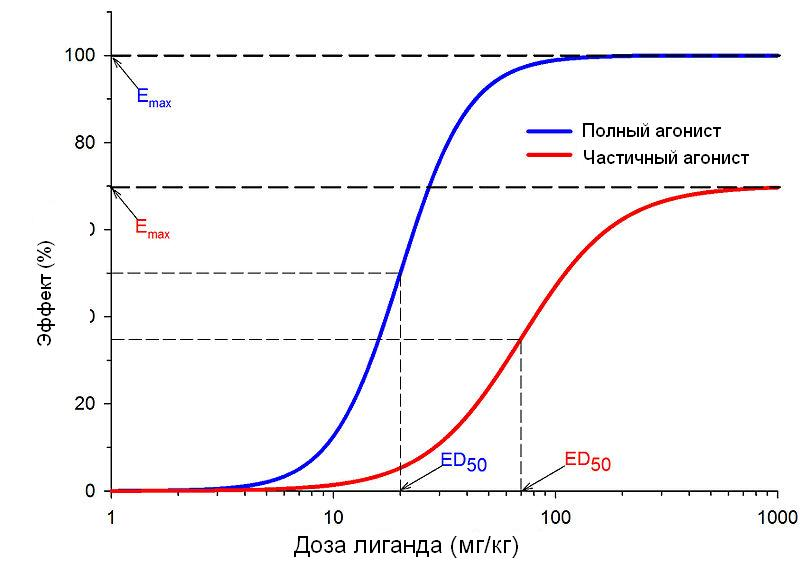
Криві доза-ефект для лігандів з різною активністю, згенеровані відповідно до рівняння Хіла. Повний та частковий агоніст мають різні величини ED_{50}, Е_{max} та коефіцієнту Хіла (визначає нахил кривої).

Крива доза-ефект (або концентрація-ефект) описує зміну впливу деякого ліганду на біологічний об'єкт залежно від концентрації цього ліганду. Така крива може будуватись як для індивідуальних клітин або організмів (коли невеликі дози або концентрації викликають слабкий ефект, а великі - сильний: градуйована крива), так і для популяцій (в такому випадку підраховують, у якого відсотка особин деяка концентрація або доза ліганду викликає ефект: корпускулярна крива).
Вивчення залежності доза-ефект і побудова відповідних моделей є основним елементом для визначення інтервалу терапевтичних та безпечних доз та/або концентрацій ліків або інших хімічних речовин, з якими стикається людина чи інший біологічний об'єкт.
Основними параметрами, що визначаються при побудові моделей, є максимальний можливий ефект (Еmax) та доза (концентрація), що викликає напівмаксимальний ефект (ED50 та EC50, відповідно).
При проведенні такого типу досліджень треба мати на увазі, що форма залежності доза-ефект звичайно залежить від часу експонування біологічного об'єкту до дії досліджуваної речовини (інгаляція, прийом з їжею, потрапляння на шкіру, і т.ін.); тому кількісна оцінка ефекту у випадку різного часу експонування та різних шляхів потрапляння ліганду в організм найчастіше призводить до різних результатів. Отже, в експериментальному дослідженні ці параметри мають бути уніфікованими.

## Властивості кривої
Крива доза-ефект - це двовимірний графік, що показує залежність відповіді біологічного об'єкту від величини стрес-фактору (концентрація токсичної речовини або забруднювача, температура, інтенсивність опромінення тощо). Під відповіддю дослідник може мати на увазі фізіологічний або біохімічний процес, або навіть рівень смертності; отже одиницями вимірювання можуть бути кількість особин (у випадку смертності), впорядковані описові категорії (наприклад, ступінь ушкоджень), або фізичні чи хімічні одиниці (величина кров'яного тиску, активність ферменту). Звичайно в клінічному дослідженні вивчаються кілька ефектів на різних організаційних рівнях об'єкту дослідження (клітинний, тканинний, організмовий, популяційний).
При побудові кривої доза дослідженої речовини або її концентрація (звичайно в міліграмах або грамах на кілограм маси тіла, або в міліграмах на кубічний метр повітря при інгаляційному внесенні) звичайно відкладається по осі абсцис, а величина ефекту - по осі ординат. В деяких випадках (звичайно при великому проміжку доз між мінімальним ефектом, що можна зареєструвати, та максимальним можливим ефектом) на осі ординат використовується логаріфмічна шкала (такий варіант побудови ще називають "напівлогаріфмічні координати"). Найчастіше крива доза-ефект має сигмоїдну форму і описується рівнянням Гілла, що особливо наглядно виявляється в напівлогаріфмічних координатах.
Статистичний аналіз кривої звичайно виконується методами статистичної регресії, таким як пробіт-аналіз, логіт-аналіз, або методом Спірмена-Кербера. При цьому моделям, в яких використовується нелінійна апроксимація, звичайно віддають перевагу порівняно з лінійними або лінеарізованими, навіть якщо емпірична залежність виглядає лінійною на дослідженому інтервалі: це робиться виходячи з того, що в абсолютній більшості залежностей доза-ефект механізми розвитку ефекту є нелінійними, але розподіл експериментальних даних може виглядати лінійним при деяких специфічних обставинах та/або на деяких інтервалах доз.
Також досить частим прийомом аналізу кривої доза-ефект є її апроксимація рівнянням Хіла для визначення ступеню кооперативності ефекта.